# 猎户座大星云
獵戶座大星雲（M42，NGC 1976）是一個位於银河系的弥漫星雲，在天空中坐落在猎户座的猎户腰带位置，作为猎户之剑的中心。猎户座大星云是亮度最高的星云之一，在夜空中裸眼可见，视星等为4.0。星云距离地球1,344正負20光年（412.1正負6.1秒差距），是最接近地球的一個恒星形成區。星云宽度约24光年，因此从地球观察其宽度约为1度。它的质量约为太阳的2,000倍。
长久以来，猎户座大星云都是夜空中倍受关注的拍摄对象，并且它也得到了天文学家们的广泛研究。对此星云的研究可揭示出恒星和行星系统的形成过程：星云中的气体和尘埃因引力坍缩，并最终演变为星体。近年天文學家已直接观测到該星雲四合星附近的原行星盤、棕矮星、激烈的气体湍流，以及附近大量出現的光电离恒星。

## 物理特性

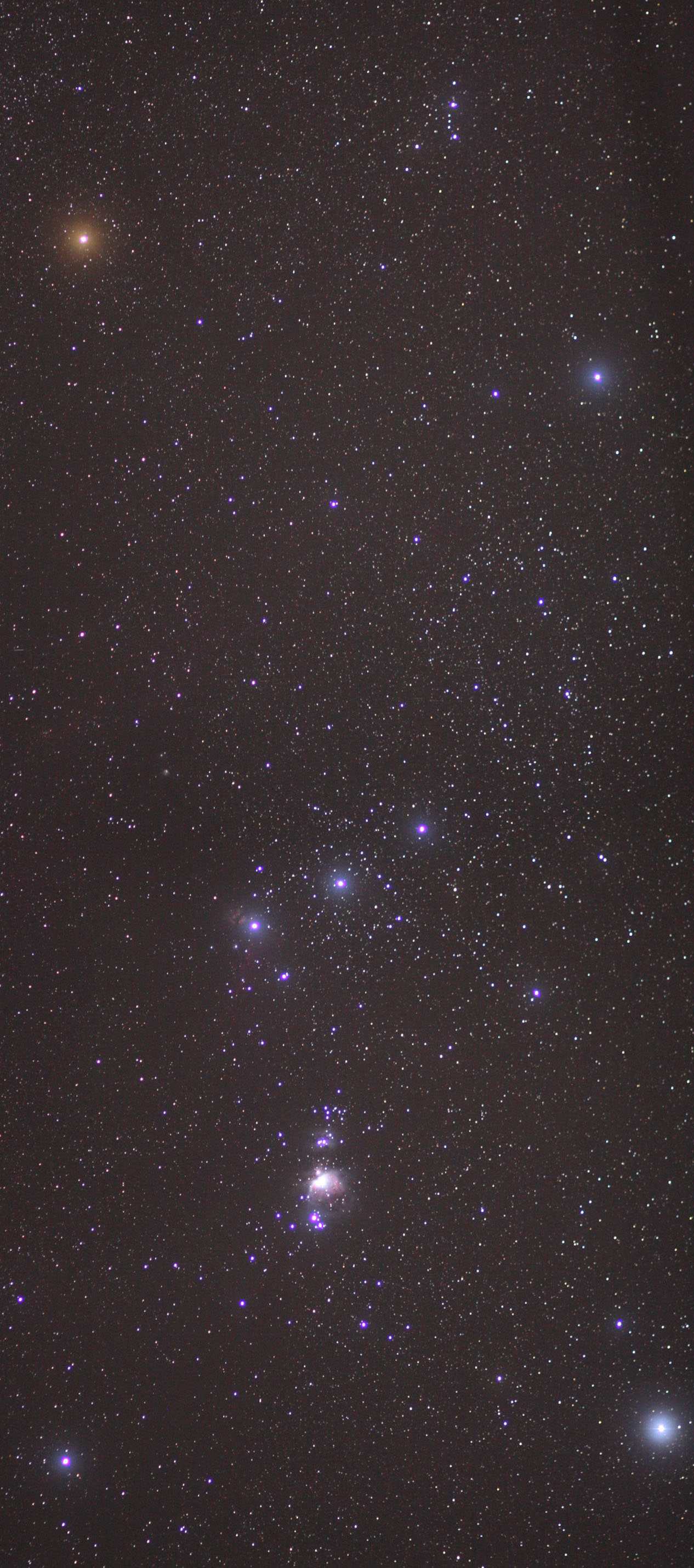
猎户座的摄影，猎户座大星云位于中下方。

在无光害的地方，猎户座大星云在夜空中肉眼可见。它位于猎户腰带南部，与另外两颗恒星组成了猎户之剑。肉眼看来，星云似一颗模糊的恒星，而假如使用望远镜观察则可分辨出明显的星云特征。星云中心区域的峰值面亮度约为17 Mag/arcsec2（17星等每平方角秒，约为14毫尼特），而外层蓝色光晕的峰值面亮度约为21.3 Mag/arcsec2（约为0.27毫尼特）。需要注意的是，本条目图片中的猎户座大星云亮度已被大幅增强。
獵戶座大星雲包含有一个年轻的疏散星团，其被称为猎户四边形星团，因为它的四颗主要恒星形成了直径为1.5光年的四边形图样。在视宁度良好的夜晚，可分辨出其中两颗恒星的双星系统，因此这个星团总共有六颗恒星。该星团中的恒星与猎户座大星云里许多恒星一样，尚处于早期阶段。整个星云包含大约2,800颗恒星，总直径为20光年。该星云被更大的猎户座分子云团所包围，这个分子云团的宽度达数百光年，横跨整个猎户座。該複合體成員還包括巴納德環、IC 434（馬頭星雲）、M78星云和附近的一些反射星云。速逃星御夫座AE、白羊座53、天鸽座μ可能源自猎户座大星云，时间大约在200万年前。如今这三颗恒星正以超过100 km/s的速度远离星云。

### 颜色
观察者们很早就注意到獵戶座大星雲除了红色和蓝紫色之外，还带有一种独特的绿色色调。红色调是由H-α复合线辐射导致的，波长为656.3 nm。蓝紫色则是来自星云核心处恒星的O型光谱。
直到20世纪初，科学家仍不清楚该星云中绿色色调的来源，当时已知的光譜線无法解释这一颜色。有人猜想这些奇特的光谱线来自一种新的元素，并将这种未知元素命名为“𰚼”（Nebulium）。后来，随着对原子物理学理解的深入，这种绿色调被解释为由双电离氧产生的一种低概率电子跃迁，称为“禁制跃迁”。当时的实验室环境无法复现这一现象，因为它需要在静止且几乎无碰撞的条件下进行，即仅在太空极高真空度的环境中才有可能出现。

## 歷史

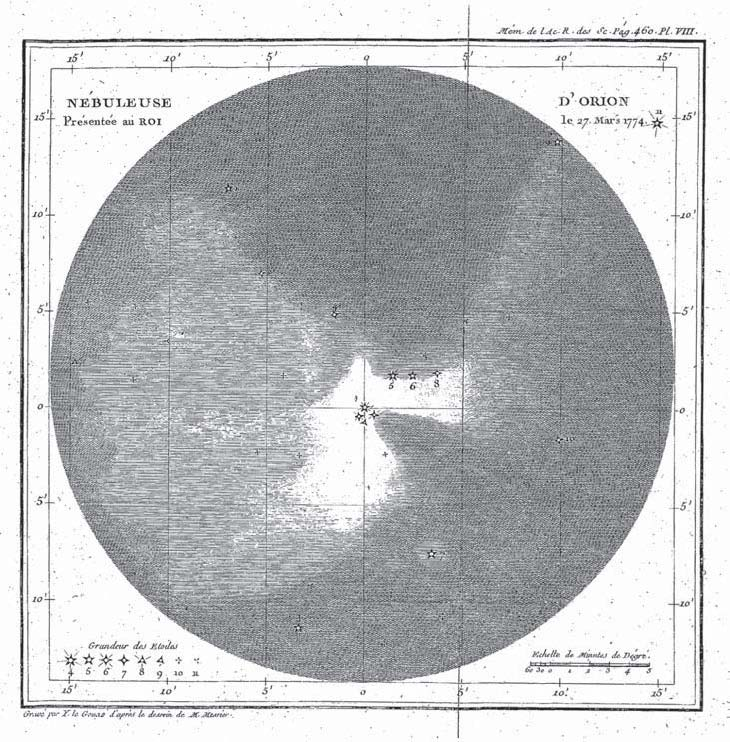
梅西耶在1771年的《皇家学院回忆录》（Mémoires de l'Académie Royale）中描绘了猎户座大星云的图像。

有猜测认为，中美洲玛雅文明的创世神话“三块炉石”可能是对猎户座大星云的描述：这三颗恒星分别是猎户座底部的参宿六和参宿七，以及位于猎户腰带顶端的参宿一，它们形成了一个近乎完美的等边三角形，以猎户座大星云为中心的猎户之剑位于这个三角形的中央。玛雅人的现代后裔拉卡东人将此星云视为科巴脂燃烧产生的烟雾，而古玛雅人则将其视为创世火焰的余烬。
古希腊天文学家托勒密的《天文学大成》和波斯天文学家阿卜杜勒-拉赫曼·苏菲的《恒星之书》都没有关于猎户座大星云的记载。文艺复兴时期天文学家伽利略也从未提及这一星云，即使他在1610-1617年间曾用望远镜观察附近区域。因此有假说提出，在现代时期，猎户座大星云中部分恒星的亮度可能有所增加，使得星云在夜空中变得更加明显。儘管古代文献几乎没有对该星云的记载，但星雲中最明亮的一些恒星還是被早期的天文學家作为5等星而記錄下來，如托勒密、第谷·布拉赫和约翰·拜耳。
1610年11月26日，法国天文学家尼古拉斯 - 克洛德·法布里德佩雷斯克最先用望远镜观察到猎户座大星云的特征。他所用的折射望远镜来自法国律师纪尧姆·杜维尔的赞助。最早公开发表的观测结果来自瑞士琉森的天主教天文学家让-巴蒂斯特·齐扎特，收录在1619年关于彗星的专著（他称自己于1611年观察到这个星云）。他在书中将此星云与一颗明亮的彗星对比，并如此描述从望远镜观测到的星云特征：
人们可以看到，有些恒星似乎被压缩到了一个非常狭小的空间，在恒星周围、星与星之间有白色的光芒，像是倾泻而出的白色云雾。
齐扎特比较了星云中心恒星与彗星头部的不同，他观察到星云中心更似方形而非圆形，这或许是关于猎户四边形星团的最早描绘。1617年2月4日，伽利略首先发现了四边形星团中的三颗恒星。
后续数年，一些天文学家相继独立发现了这个星云。例如意大利天文学家喬凡尼·巴蒂斯塔·霍迪納，他在《关于彗星轨道系统和天空的惊人特征》中对其作了绘图。1659年，荷兰天文学家克里斯蒂安·惠更斯在作品《土星系统》（Systema Saturnium）中描绘了猎户座大星云的外观。
1769年3月4日，法国天文学家夏尔·梅西耶观察到了猎户座大星云，以及四边形星团中的三颗恒星。它们被記錄在1774年出版的梅西耶天體列表第一版。由於该星云是梅西耶發現的第42個深空天體，因此它又被稱为M42。
1865年，英国业余天文学爱好者威廉·哈金斯利用视觉光谱法发现，猎户座大星云与自己曾探测过的其它星云一样，是由“发光气体”构成。1880年9月30日，美国天文学家亨利·德雷伯使用明膠銀鹽印相法，借助一台11英尺（28厘米）口径折射望远镜对星云进行了长达51分钟的曝光，最终得到历史上首张猎户座大星云天文摄影照片。不久后的1883年，英国业余天文爱好者安德鲁·埃因斯利·科曼在位于伦敦伊灵的家中后院用一台31英尺（91厘米）折射望远镜进行了60分钟的曝光，最终得到数张星云照片。这些照片展示出人类肉眼无法看到的，星云中较为暗淡的恒星细节。
1902年，德国天文学家赫尔曼·卡尔·沃格尔和埃伯哈德发现了星云内部物质存在不同速度。1904年，他们在法国马赛使用干涉测量术探测星云内部的环绕与无规则移动速度。而后坎贝尔和摩尔利用摄谱仪确认了上述观测结果，并演示了星云内部的湍流。
1931年，瑞士裔美国天文学家罗伯特·朱利叶斯·特朗普勒记录到猎户四边形星团中较为暗淡的恒星为双星系统，并将其命名为“四边形星团”（Trapezium cluster）。基于这些天体的星等和光谱类型，他估计其相对地球的距离在1,800光年左右。这个估值比同时代普遍认为的要远三倍，但更接近现代科学的估算。

由可见光和红外巡天望远镜拍摄的猎户座分子云团图像，揭示出许多新形成的恒星与其它天体。

自从哈勃望远镜在1993年首次观察猎户座大星云以来，该星云就成为了哈勃望远镜的常规观测目标。通过对所观测到的图像的分析，人们成功地建立了精细的猎户座大星云三维模型，并从中观测到了新形成恒星的原行星盘和来自大质量恒星的高强度紫外辐射。
2005年，哈勃望远镜安装的先進巡天照相機（the Advanced Camera for Surveys）拍摄了有史以来最清晰的猎户座大星云图像。该图像由望远镜在104个轨道上拍摄，其中捕捉到超过3,000颗恒星，最暗淡的恒星亮度达到23星等，包括仍处于形成初期的褐矮星和可能的褐矮星双星系统。次年，与哈勃望远镜合作的科学团队宣布首次完成双褐矮星（eclipsing binary brown dwarfs）的质量观测。 这对位于猎户座大星云的双褐矮星的估计质量分别为0.054 M☉和0.034 M☉，环绕周期9.8天。并且有些出乎意料的是，这对双星中质量较大的星体亮度更低。

## 结构

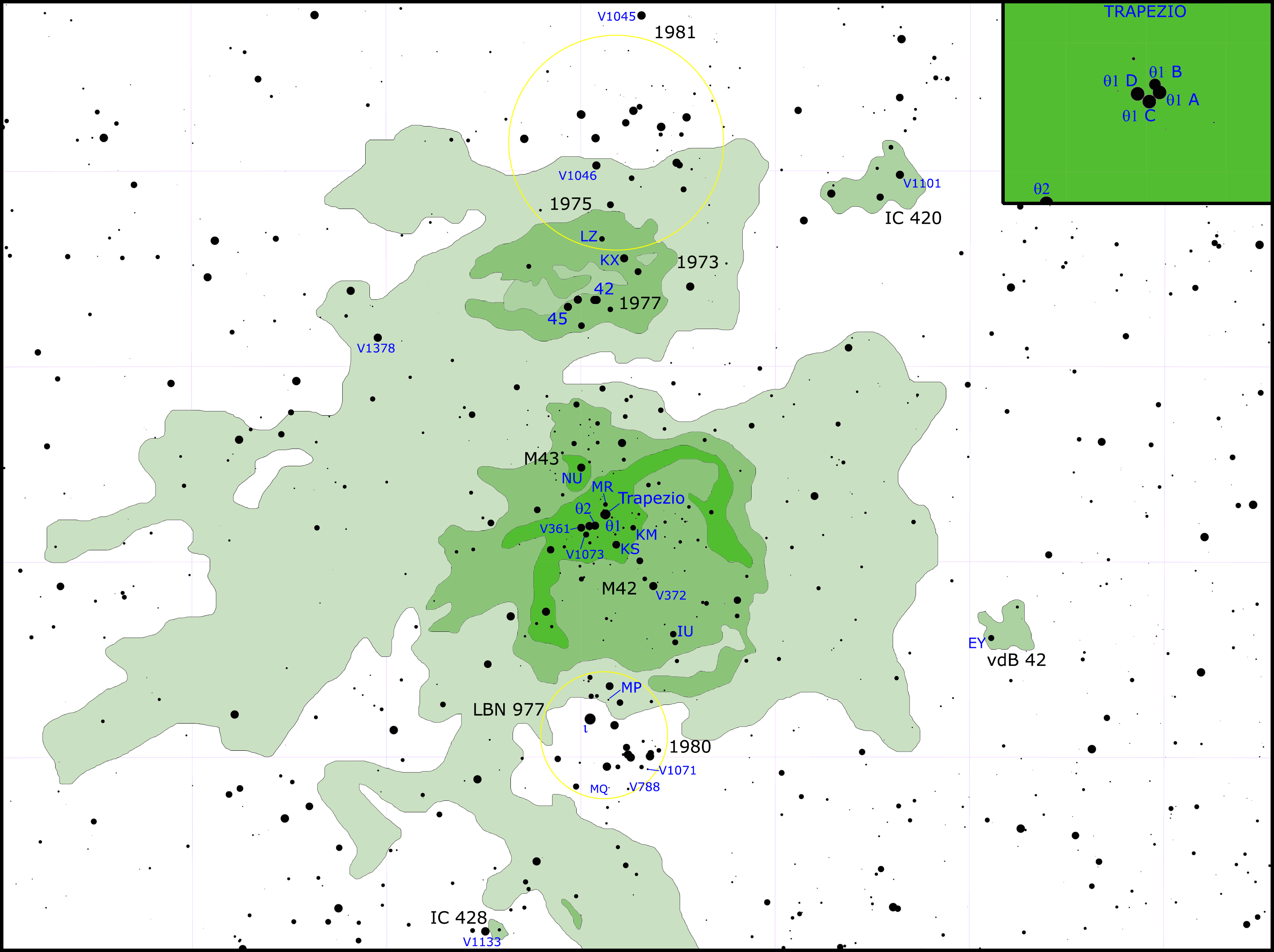
猎户座大星云的星圖

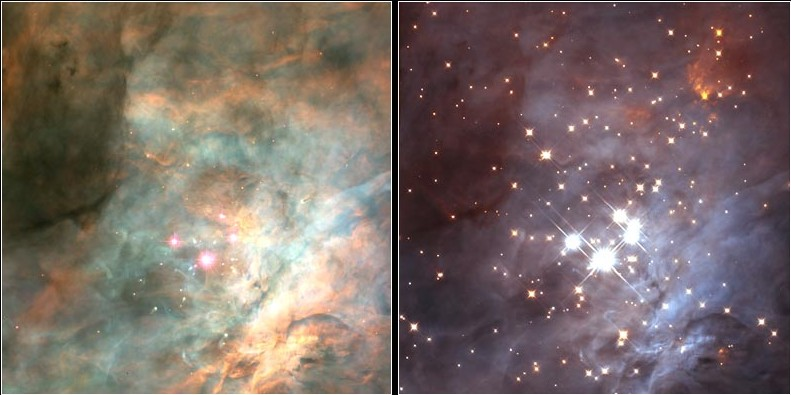
猎户座大星云的可见光图像（左）与红外图像（右），红外图像可揭示出星云中闪耀的更多恒星。

整个猎户座大星云在地球天空占据约1°区域，其结构包括星际云、星团、电离氢区和反射星云。猎户座大星云属于范围更广的猎户座分子云团的一部分，该分子云团横跨整个猎户座，还包含巴納德環、馬頭星雲、M43星云、M78星云以及火焰星云。云团各处都孕育新生恒星，不过早期恒星的分布主要集中在密集的星团，例如猎户座大星云中亮度较高的位置。
根据当前的天文学模型，猎户座大星云包含一个大致位于獵戶座θ1C的电离氢区，处在被众多年轻恒星环绕的空腔中的分子云一侧。（猎户座θ1C发出的光子电离辐射比次亮星伐二A高3到4倍。）电离氢区中最高温度可达10,000K，但在星云边缘位置急剧下降。星云的辐射主要来自空腔背后的光电离气体。电离氢区被一个不规则的凹湾状高密度云所环绕，凹湾区域之外是中性气体团。星云位于分子云团的边缘。分子云团内的气体显示出不同的运动速度和湍流，特别是在核心区域，相对速度可达10 km/s，局部速度变化可能超过50 km/s。
猎户座大星云的众多特征被赋予了不同名字。其中由星云北部延伸至亮区的暗湾被称为“大海湾”（Sinus Magnus），也称“鱼嘴”（Fish's Mouth）。延展至两边的光亮区被称为“翅膀”（Wings），其它被命名的特征还包括“剑”（The Sword）、“刺”（The Thrust）和“帆”（The Sail）。

## 恒星形成

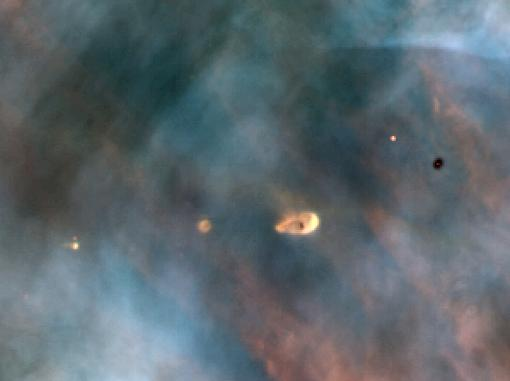
哈勃望远镜拍摄的電離原行星盤

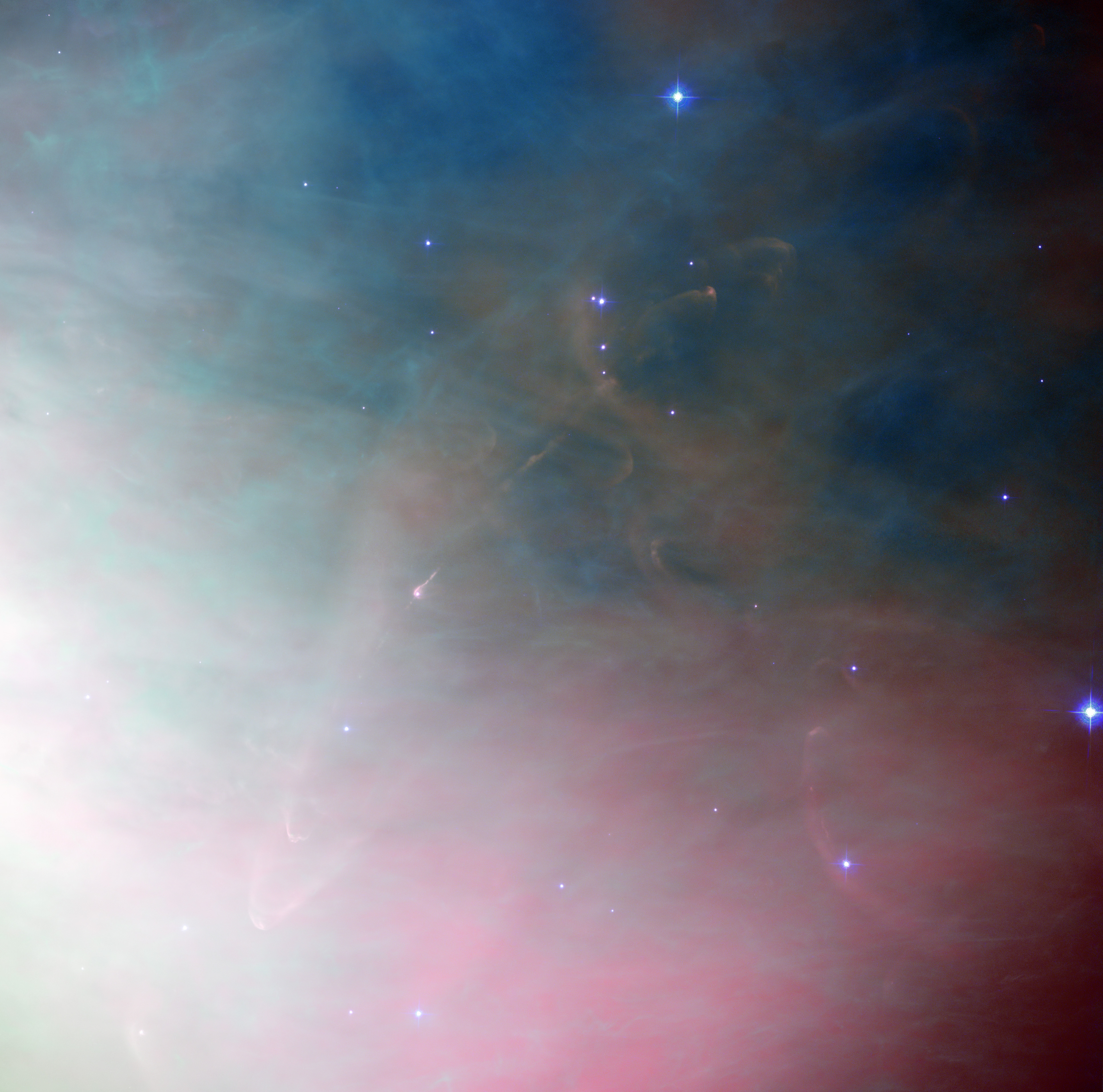
恒星形成伴随的烟花

猎户座大星云是宇宙中一处恒星诞生地。观察发现，星云中约有700颗恒星处于不同形成阶段。
1979年，法國庇里牛斯山的南日比戈爾天文台借助拉勒芒电子相机在猎户四边形星团附近发现了六个未知的强离子源。这些离子源被称为部分电离球（partly ionized globules, PIGs），它们最初被认为是在猎户座大星云之外电离的。后续甚大天线阵的观测表明，这些电离源与太阳系大小的凝聚物相关。因此有理论猜测，这些物体或许是尚未成形的低质量恒星，其周围环绕着原恒星蒸发吸积盘。1993年，哈勃望远镜的观测结果确认了在猎户座大星云中存在原行星盤，并根据其特征称之为電離原行星盤。哈勃太空望远镜在星云内共发现了150多个类似的结构，科学家们认为这些结构有助于揭示太阳系的形成和演变过程。考虑到这些原行星盘的数量庞大，人们推测恒星系统在宇宙中的形成是非常普遍的现象。
电离氢区的氢气与其它气体在引力作用下集聚，最终可演化为恒星。在集聚过程中，气团的中心密度逐渐增加，引力势能被转化为热能，使得温度逐步升高。当气团温度上升至一定程度时，中心区域可激发核聚变反应，由此生成一个原恒星。原恒星“诞生”的标志是其能量辐射压力足以平衡内部引力作用，并停止引力坍缩，从而使自身维持在稳定状态。
通常，当气团中心引燃核聚变时，其周围的物质云仍有较远距离。这些物质云被称为原恒星的原行星盘，行星在此处形成。最近的红外观测显示，这些原行星盘中的尘埃颗粒会逐步集聚，从而形成微行星。
一旦原恒星进入主序阶段，它就被视为恒星。尽管大部分原行星盘都具备生成行星的条件，然而观测数据显示，如果猎户座四边形星群的年龄与星团内的低质量恒星相当，那么目前观测到的电离原行星盘很有可能会因强烈的恒星辐射而无法存在。这些电离原行星盘距离猎户座四边形星群非常近，因此有观点认为这些原行星盘所在的恒星比星团中其他恒星更年轻。

### 星风
星云中的恒星一旦形成，便会向外发散带电粒子，这种现象被称为星风。大质量恒星和年轻的恒星产生的星风强度高于太阳。星风与星云中的气体相互作用时会产生震波或造成流体动力的不稳定性，进而塑造星际云。震波也可起到压缩星际云的作用，从而造成部分区域物质密度增加，进而引发引力坍缩。

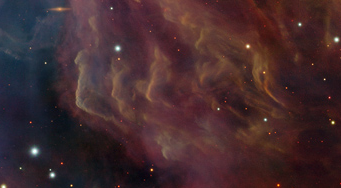
星风与周边物质云形成的“浪花”，成因可能是源于开尔文-亥姆霍兹不稳定性。

猎户座大星云中的震波可分为多种类型，其中许多都能在赫比格-哈罗天体观察到：
- 弓形震波（Bow shocks）是两股粒子流相遇时形成的静态震波。它们大多出现在温度最高的恒星附近，因为此处星风速度极高，可达到每秒上千公里。此外，在星云外围也有这种震波，这里的星风速度在每秒几十公里左右。弓形震波也可在恒星喷流（stellar jets）冲击星际介质的前端形成。
- 喷流驱动震波（Jet-driven shocks）是金牛T星诞生时产生的震波。星体释放的高速粒子流以每秒数百公里传播，与相对静态的气体相遇时便产生震波。
- 扭曲震波（Warped shocks）的观测形态类似弓形震波，它们产生于喷流驱动震波与横向流动气体的相遇。
- 星风与周边物质云的作用亦可形成“浪花”，其成因被认为是源自开尔文-亥姆霍兹不稳定性。[46]

猎户座大星云中气体的运动复杂，但总体趋势是从星云的“大海湾”部分流出，朝向地球方向。位于电离区域后部的巨大中性区域目前正受自身引力影响而收缩。
此外，星云中还存在一些超音速移动的“子弹”形结构，它们正穿越氢云。每个“子弹”相当于冥王星公转轨道的十倍大小，红外观测显示其头部发光的铁原子。这些结构的形成可能与数千年前某个未知的剧烈事件相关。

## 演化

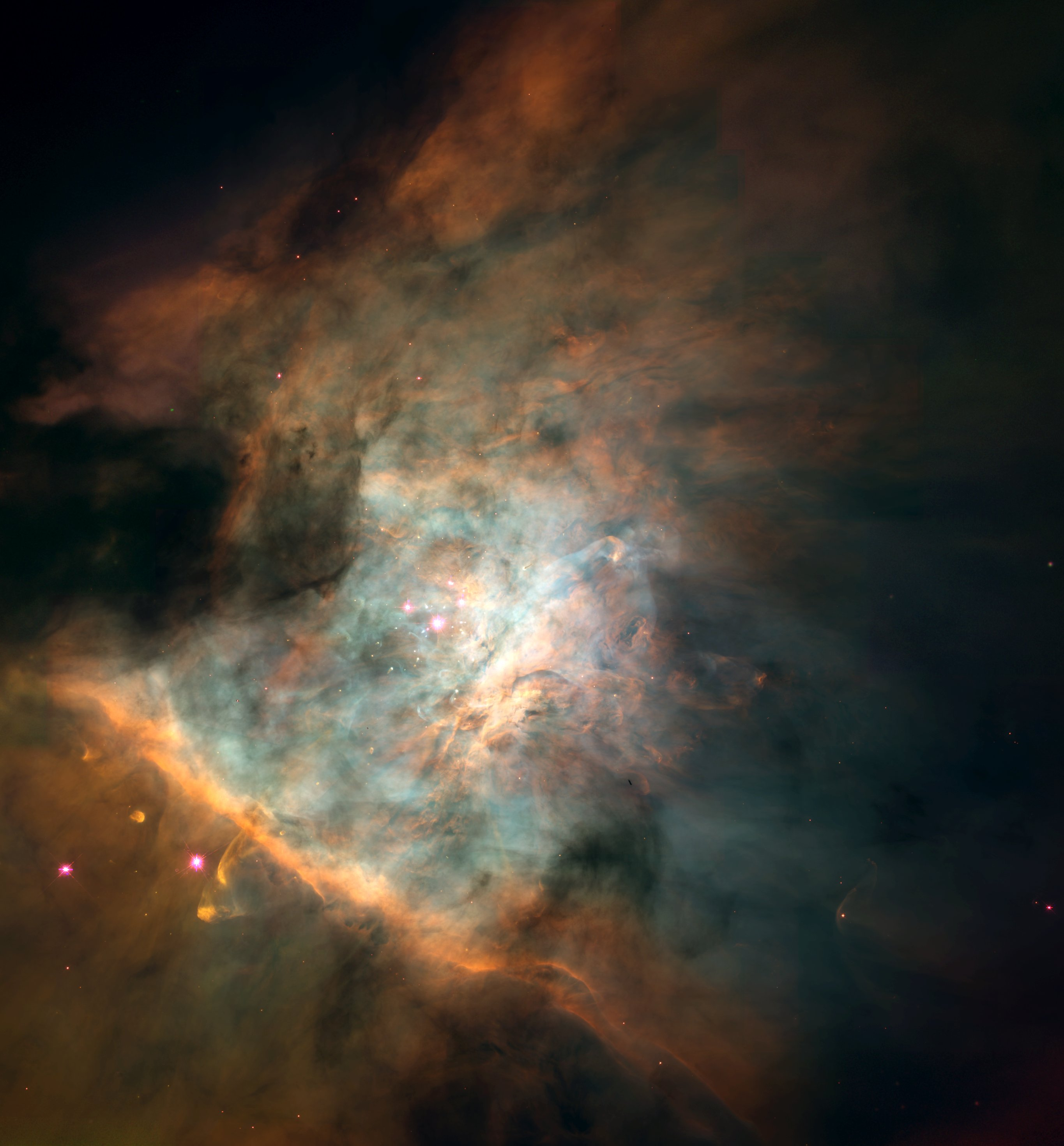
由哈勃望远镜拍摄的星云中心全景图。视野范围为2.5光年，四边形星团位于中部左侧。

类似猎户座大星云的星际云在星系中（例如银河系）随处可见。这些星云始于寒冷、中性，由引力束缚的氢团，并参杂有其它一些元素。星云可达数十万太阳质量，横跨上百光年。星云中微弱的引力可能最终引发坍缩，但也可能被星云中气体微弱的压力所抵消。
与星系旋臂的碰撞和超新星震波都会促使原子形成更重的分子，从而形成分子云。分子云最终可能演化为恒星，这个过程通常需要1,000到1,300万年。当分子云中的物质量达到一定大小，超过金斯质量时，会因为不稳定而坍缩为星盘。星盘中央物质聚集形成恒星，周围可能环绕有原行星盘。猎户座大星云正处于这一阶段，星云中许多恒星正从坍缩的分子云中积聚成形。目前观测到的星云中高亮度的恒星年龄都小于30万年，其中最亮的恒星年龄可能只有1万年左右。部分恒星质量巨大，向外发射强烈的紫外电离辐射。这些源自大质量恒星的紫外辐射会逐渐推开环绕周边的气体和尘埃，这个过程被称为光致蒸发。上述过程是星云内部空腔的成因，得益于此，人类才可从地球上观测到星云核心处的恒星。质量最大的部分恒星生命周期很短，最终会演化为超新星。
大约在10万年内，星云中大部分气体和尘埃会被排出。遗留的部分将形成一个年轻的疏散星团，即一个由明亮的年轻恒星组成的，由先前星际云细丝环绕的结构。